# Naturschutzgebiet Mülsborner Stein
Koordinaten: 51° 19′ 56,7″ N, 8° 13′ 47,9″ O

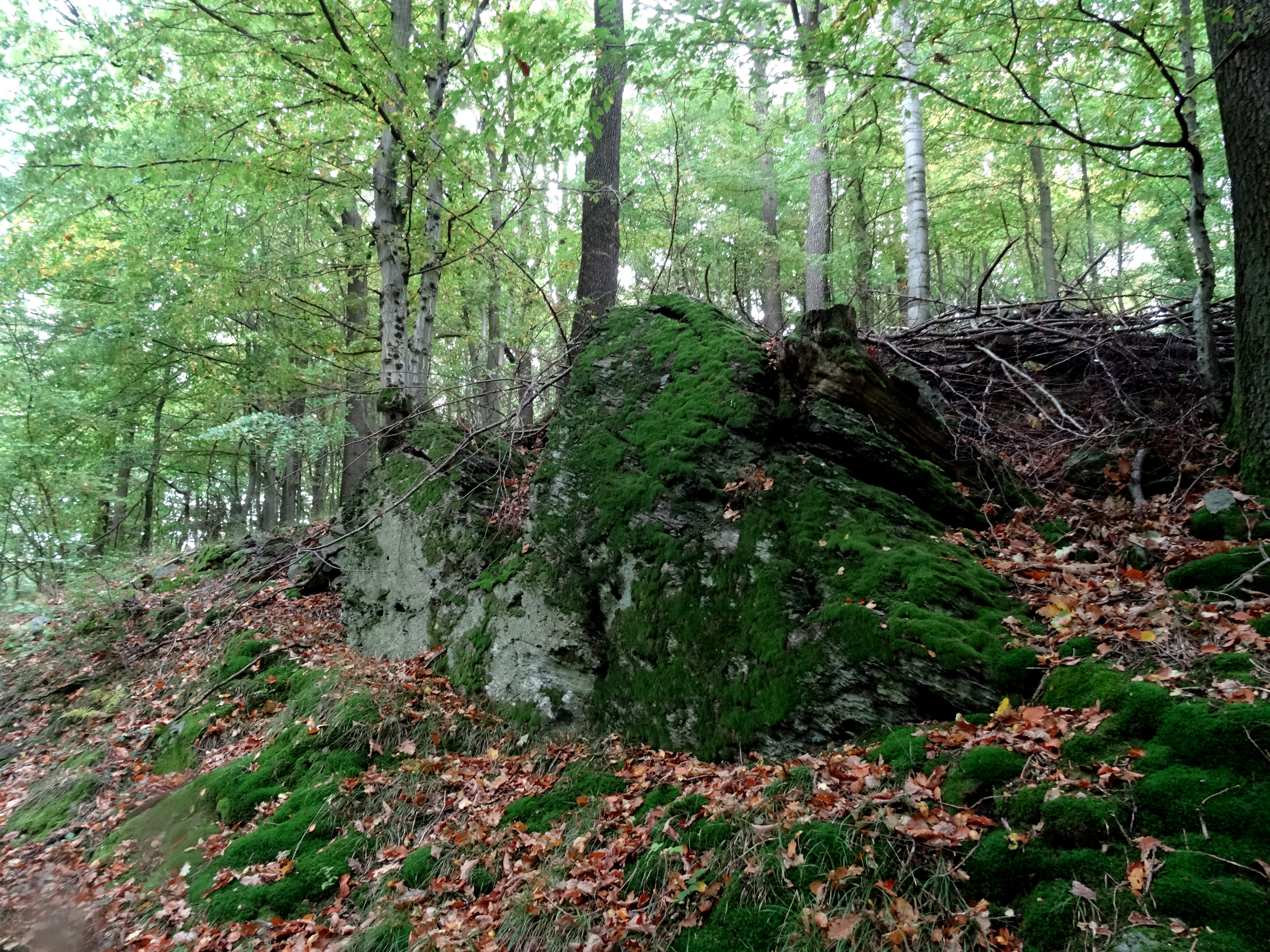
Mülsborner Stein

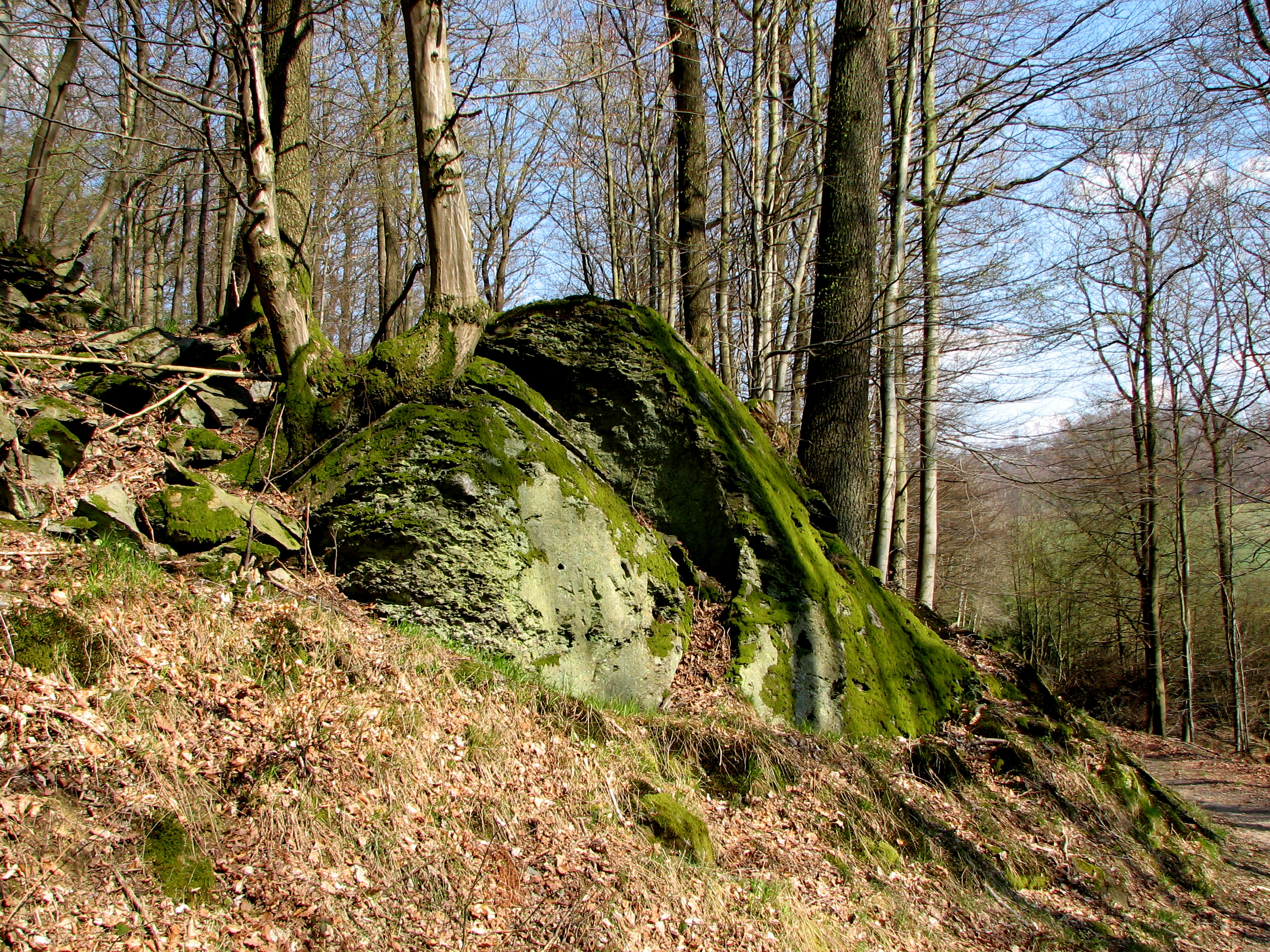
Diabasfelsen nordöstlich von Mülsborn

Das Naturschutzgebiet Mülsborner Stein mit einer Flächengröße von 9,96 ha liegt nördlich von Mülsborn im Stadtgebiet von Meschede. Es wurde 2020 vom Kreistag des Hochsauerlandkreises mit dem Landschaftsplan Meschede als Naturschutzgebiet (NSG) ausgewiesen. Von 1994 bis 2020 gehörte die heutige NSG-Fläche zum Landschaftsschutzgebiet Meschede.

## Gebietsbeschreibung
Das NSG liegt auf einem Diabasfelszug. Im NSG steht ein Eichen-Buchenwald mit Hainbuche und geradschäftigen älteren Eschen. Bei Ausweisung 2020 gab es bereits größere Altholzanteile im NSG. Wegen des basenreichen Diabasuntergrunds enthält die Krautschicht deutliche Elemente des Waldmeister-Buchenwaldes. Der Diabaszug tritt im Bereich des Gipfelgrates kaum zutage, während am westlichen Steilhang Diabasfelsen bis über 10 m aufragen. Im NSG ist stellenweise Felsblockschutt verteilt. Das NSG west eine geringmächtige Bodenauflage auf.
Das NSG ist Teil der Bergkuppen und -rücken der Caller Schweiz, denen im Biotopverbundsystem von Nordrhein-Westfalen – wie den westlich gelegenen Naturschutzgebieten auf dem Diabaszug bis zum Naturschutzgebiet Wallenstein – eine herausragende Bedeutung („Stufe 1“) zugemessen wird.

## Schutzzweck
Zum Schutzzweck des NSG führt der Landschaftsplan auf: „Erhaltung und potenziell ökologische Optimierung von geogenen Sonderstandorten mit den darauf stockenden, artenreichen Buchenwaldgesellschaften; Sicherung von ursprünglichen Waldbildern und prägenden Klippenzonen unter landeskundlichen Aspekten; Förderung von Vielschichtigkeit und Strukturreichtum des Bestandes im Zuge der grundsätzlichen Regelungen zu Wald-NSG.“

## Zusätzliche Entwicklungsmaßnahme
Als zusätzliche Entwicklungsmaßnahme wurde im Landschaftsplan festgeschrieben, dass ein Waldbestand, der in der Festsetzungskarte dokumentiert ist, der natürlichen Entwicklung zu überlassen ist, also aus der forstlichen Nutzung genommen werden muss. Die Anlage von Gattern zur Förderung verbissgefährdeter natürlicher Verjüngung und Entwicklung der Krautschicht ist auf dieser Fläche erlaubt.